# Достик (Алмати)
Достик (каз. Достық футбол клубы) — казахстанський футбольний клуб з міста Алмати.

## Історія
Клуб засновано 1990 року під назвою Достик (Алмати). Спочатку виступав у регіональних турнірах. У 1993 році «Достик» дебютував у новоствореній Вищій лізі Казахстану. На попередньому етапі алматинці потрапили до групи А, де стали переможцями вище вказаного етапу. Проте в чемпіонському раунді посіли лише 7-ме місце. У вище вказаному сезоні «Достик» також став переможцем кубку Казахстану, де в фіналі з рахунком 4:2 алматинський клуб обіграв «Тараз». Напередодні старту нового сезону 1994 року через фінансові труднощі клуб розформували.

## Статистика виступів у чемпіонаті Казахстану
| Рік  | Ліга       | Місце | Іг | В  | Н | П  | М'ячі   | Кубок      |
| ---- | ---------- | ----- | -- | -- | - | -- | ------- | ---------- |
| 1993 | Група А    | 1     | 24 | 14 | 5 | 5  | 58 — 25 | Переможець |
| 1993 | Місця 1-12 | 7     | 22 | 9  | 1 | 12 | 26 — 24 | Переможець |

## Досягнення
- Кубок Казахстану
  -  Володар (1): 1993

- Вища ліга Казахстану
  - 7-ме місце (1): 1993

## Відомі гравці
- / Вахід Масудов